# Aéroport Juan-Gualberto-Gómez
L'aéroport Juan-Gualberto-Gómez  (code IATA : VRA • code OACI : MUVR), anciennement aéroport de Varadero (espagnol : Aeropuerto de Varadero), est un aéroport international desservant la ville de Varadero, à Cuba, et la province de Matanzas. L'aéroport est par ailleurs plus proche de la ville de Matanzas que de Varadero. Il remplace l'ancien aéroport de Varadero-Kawama. En 2009, l'aéroport accueillait 1,28 million de personnes, faisant de lui le second aéroport le plus fréquenté de Cuba après l'aéroport international José-Martí de La Havane.

## Histoire
L'aéroport Juan-Gualberto-Gomez Airport est construit en 1989 et est inauguré par Fidel Castro. Il porte le nom du journaliste et militant de l'indépendance cubaine Juan Gualberto Gómez (1854–1933).

## Situation
| \| 100 km1:2 630 000 \| Santa Clara Trinidad Santiago de Cuba Bayamo Jardines del Rey Holguín Baracoa Las Tunas Camagüey Cienfuegos La Havane-J. Martí Varadero Varadero-Kawama La Coloma Guantánamo Ciego de Ávila Moa Plage Baracoa Nueva Gerona San Nicolás de Bari Sancti Spíritus Manzanillo Siguanea Cayo Largo |
| 100 km1:2 630 000 |

## Compagnies aériennes et destinations
| Compagnies             | Destinations |
| ---------------------- | --- |
| Air Canada             | Montréal (P.-E.-Trudeau), Toronto (Pearson) |
| Air Canada Rouge       | En saison: Québec (Jean-Lesage) |
| Air Transat            | Montréal (P.-E.-Trudeau), Toronto (Pearson) En saison : Halifax (Stanfield), Hamilton, Moncton (Roméo-LeBlanc), Ottawa (Macdonald-Cartier), Québec (Jean-Lesage) |
| American Airlines      | Miami |
| Azur Air               | Charter : Moscou-Domodédovo |
| Blue Panorama Airlines | Milan-Malpensa |
| Condor                 | En saison : Francfort , Munich-F. J. Strauß |
| Cubana de Aviación     | Montréal (P.-E.-Trudeau), Toronto (Pearson) |
| Edelweiss Air          | Zurich |
| Eurowings              | Cologne/Bonn-K. Adenauer En saison : Düsseldorf, Munich-F. J. Strauß                                                                                             |
| Interjet               | Mexico-B. Juárez |
| LOT Polish Airlines    | Charter : Varsovie-Chopin |
| Neos                   | Milan-Malpensa |
| Nordwind Airlines      | En saison charter : Moscou Chérémétiévo |
| Orbest                 | En saison : Lisbonne-H. Delgado |
| TUI Airways            | Londres-Gatwick |
| TUI fly Belgium        | Bruxelles-National |
| TUI fly Netherlands    | Amsterdam |
| Virgin Atlantic        | Londres-Gatwick |
| Wamos Air              | Madrid-Barajas, Guatemala-La Aurora |
| WestJet                | Toronto (Pearson) En saison : Calgary |

Édité le 07/02/2018